# Тупаи
 Тази статия е за рода бозайници.  За острова в Тихия океан вижте Тупаи (остров).  
Тупаите (Tupaia) са род дребни бозайници от семейство Същински тупаи (Tupaiidae).
Разпространени са в тропичните гори на Югоизточна Азия. Хранят се с насекоми, червеи, дребни гръбначни, плодове и семена.

## Видове
Род Tupaia – Тупаи
- Tupaia belangeri – Северна тупая, белангерова тупая
- Tupaia chrysogaster – Златокоремна тупая, ментавайска тупая
- Tupaia dorsalis – Ивичеста тупая
- Tupaia glis – Същинска тупая
- Tupaia gracilis – Стройна тупая, тънкотела тупая
- Tupaia javanica – Яванска тупая, хорсфийлдова тупая
- Tupaia longipes – Дългокрака тупая, борнейска тупая
- Tupaia minor – Тупая джудже
- Tupaia moellendorffi (Tupaia palawanensis ssp.) – Каламианска тупая
- Tupaia montana – Планинска тупая
- Tupaia nicobarica – Никобарска тупая
- Tupaia palawanensis – Палаванска тупая
- Tupaia picta – Пъстра тупая
- Tupaia splendidula – Червеноопашата тупая, великолепна тупая
- Tupaia tana – Голяма тупая, тана